# 뒤지개

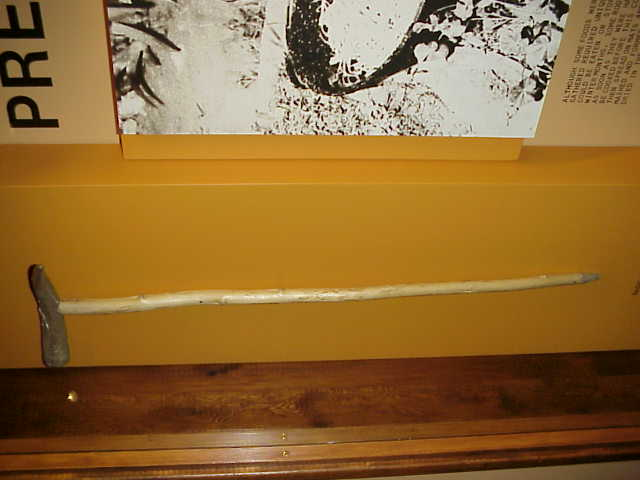
북미 서북부 태평양 해안 원주민의 뒤지개.

뒤지개(digging stick), 굴봉(掘棒)은 뿌리, 덩이줄기, 굴 속에 사는 동물 등의 식량을 찾기 위해 흙을 헤집는 데 쓰이는 나무작대기다. 수렵채집의 도구이자, 가장 원시적인 농기구라고 볼 수도 있다.